# Petruskerk (Mühlhausen)
De Sint-Petruskerk (Duits: St. Petrikirche) is een protestants kerkgebouw in Mühlhausen Thüringen. De kerk werd in de jaren 1352-1356 door de Duitse Orde gebouwd.  

## Geschiedenis

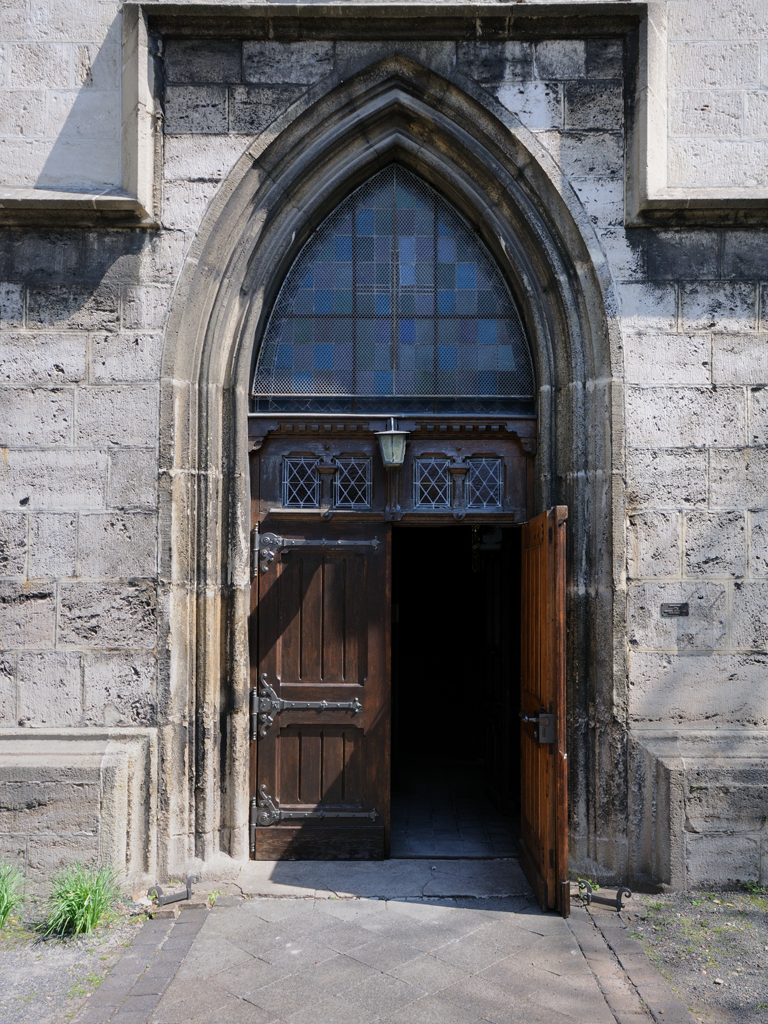
Portaal

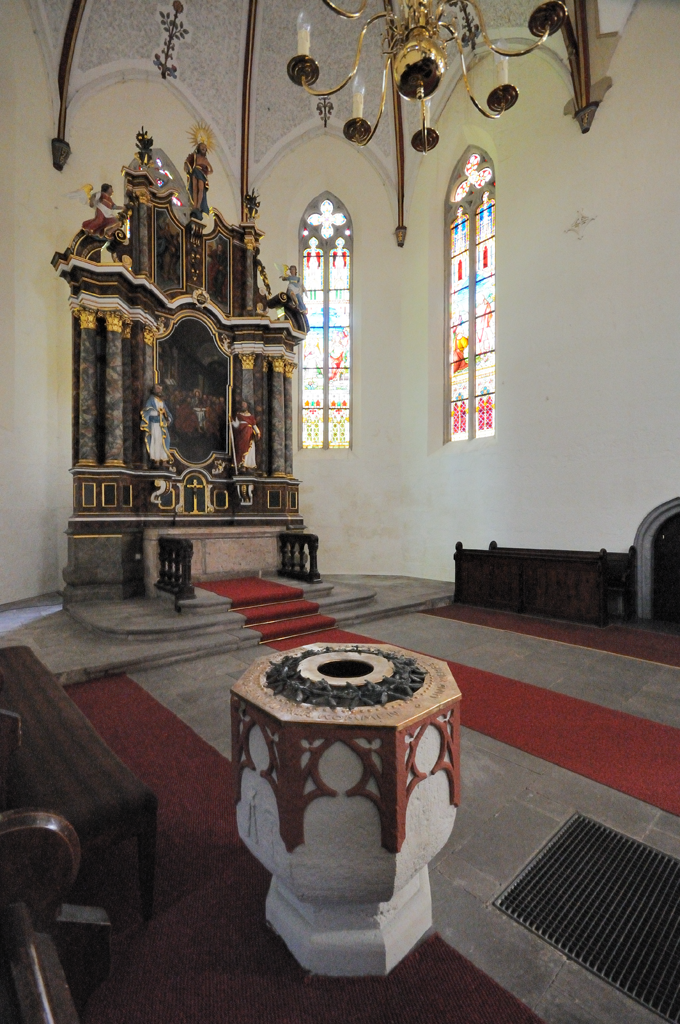
Koorruimte

De oorsprong van de kerk gaat terug naar het jaar 1250. Ze zou als kapel zijn opgericht uit dank voor de overwinning van Mühlhausen op de graaf van Regenstein. Daarop wijst een aan de noordelijke kant aanwezig romaans portaal en een in het kerkschip stekende buitenmuur. Ook duidt de maat van de vensters in het noordelijke schip op een laatromaans bouwwerk.   
In de jaren 1348-1350 werd rond de kerk een kerkhof voor slachtoffers van de pest ingericht. Een naast de kerk staande houten kerkhofkapel bestond nog tot in de 19e eeuw. Op verzoek van de omwonende bewoners werd de kerk van 1352 tot 1356 vergroot en op 8 oktober 1356 werd de kerk door aartsbisschop Gerlach van Mainz per document opnieuw in gebruik genomen.
De Duitse Orde beheerde de kerk als filiaalkerk van de Mariakerk. Tijdens de stadsbrand in 1422 stortte het gewelf van de kerk in. Na de reformatie kreeg de kerk de status van een protestantse parochiekerk. Daarna kreeg de kerk in 1577 van het sloopmateriaal van de Johanneskerk aan de westzijde een twee verdiepingen tellende aanbouw. Boven de sacristie werd een toren met een bovenbouw van vakwerk verhoogd.
In de jaren 1893 tot 1895 werd de hele kerk naar een ontwerp van de architect Gottfried Koethe in neogotische stijl verbouwd. De dubbele galerijen werden afgebroken, het westwerk werd geheel nieuw opgetrokken en het dak werd verhoogd en voorzien van geglazuurde tegelbedekking. In 1904 werden nieuwe koorvensters geplaatst.
De toren heeft een opvallende, naaldvormige spits.    

## Inrichting

#### Altaar en kansel
Het altaar en de kansel van de kerk werden in de jaren 1746-1748 gebouwd  door de plaatselijke schrijnwerker Ackermann. Het barokke altaar wordt geflankeerd door de beelden van Petrus en Paulus. Centraal bevindt zich een voorstelling van het Avondmaal. In de top van het altaar staat een beeld van Christus als de Verrezen Heer. In 1980 werd het altaar gerestaureerd, daarbij werden de zijvleugels van het altaar verwijderd.

#### Doopvont
Het doopvont stamt uit de tijd 1352-1356 en geldt als het oudste doopvont in Mühlhausen. 

#### Klokken
De oudste en nog altijd aanwezig klok stamt uit 1482. In 2001 schafte de gemeente na het neerstorten van een gietijzeren klok van 2,4 ton twee nieuwe bronzen klok aan, die door de klokkengieterij Lauchhammer bij Dresden werden gegoten. De middeleeuwse klokkenstoel is na onderzoek weer in oorspronkelijke staat hersteld. 

#### Overig
In de noordelijke kapel bevindt zich een monument voor de slachtoffers van de Eerste Wereldoorlog. Het werd gemaakt door de bekendste stadsbeeldhouwer Wilhelm Krause. Het monument was destijds als protest tegen de oorlog gewaagd en toont de “Teleurgestelde Christus” voor een  plaquette met de namen van de gevallen soldaten. Käthe Kollwitz uitte zich zeer lovend over het kunstwerk. 

#### Orgel
De orgelbouwer Christoph Wender uit Mühlhausen bouwde in 1713 een orgel voor de kerk. Het orgel werd door veranderingen vernield en ten slotte afgebroken. Tegenwoordig bezit de kerk een orgel van de firma Rühlmann (Zörbig) uit de jaren 1910. Het orgel werd in de jaren 2009-2010 grondig gerenoveerd. De Biedermeier orgelkas dateert uit 1833-1834.